# 493
Cette page concerne l'année 493  du calendrier julien. Pour l'année 493 av. J.-C., voir 493 av. J.-C. Pour le nombre 493, voir 493 (nombre).
L'année 493 est une année commune qui commence un vendredi.

## Événements
- 27 février : reddition d'Odoacre, assiégé dans Ravenne depuis trois ans par le roi des Ostrogoths Théodoric le Grand, négocié par l'évêque de la ville. Odoacre obtient la vie sauve et livre son fils en otage[1]. Hérules et Ostrogoths se partagent l'Italie[2].
- 5 mars : Théodoric entre dans Ravenne[1]. Il est proclamé roi d'Italie par les Goths[2].
- 15 mars : pendant le banquet qui scelle l'accord, Théodoric assassine Odoacre et fait massacrer les Hérules[3]. La légende dit qu'au cours du banquet, dix mille Hérules et dix mille Goths étaient placés l'un à côté de l'autre. À un signal de Théodoric, avec une parfaite simultanéité, les dix mille Goths plantèrent leurs poignards dans le cœur de leurs voisins de gauche. Ainsi, en un instant, l'armée - et la nation - hérule disparut de l'Histoire au bénéfice des Goths et de Théodoric qui va devenir " le Grand".

- Mariage de Clovis avec Clotilde[4].
- Les rebelles isauriens sont écrasés à Claudiopolis (en) en Cappadoce par le général byzantin Jean le Bossu[5].

## Naissances en 493
? Avril : Ingomer mort dans sa robe de baptême fils de Clovis et de Clotilde   

## Décès en 493
- 15 mars : Odoacre, assassiné par Théodoric le Grand.
- 11 décembre : Daniel le Stylite[6].